# Харадж
Харадж — у Османській імперії і других мусульманських країнах — подушний податок з немусульман.
Під час монгольського завоювання Ірану як синонім поняття харадж в законодавстві з'явилося поняття мал, маліят-і арзі, XV—XVII століттях у Середній Азії та Ірані — мал-у джихат.